# Bracca
Bracca là một đô thị ở tỉnh Bergamo trong vùng Lombardia của nước Ý, có vị trí cách khoảng 60 km về phía đông bắc của Milano và khoảng 14 km về phía đông bắc của Bergamo. Tại thời điểm ngày 31 tháng 12 năm 2004, đô thị này có dân số 827 người và diện tích là 5,5 km².
Bracca giáp các đô thị: Algua, Costa di Serina, San Pellegrino Terme, Zogno.